# Транс-пентен-2
Транс-пентен-2 —  представляет собой органическое соединение с формулой (C5H10). Имеет на втором атоме углерода, одну двойную связь (С=С), этот ключ не может быть повернут, обе стороны метилового и этилового взаимодействия в положении цис. Чистые Транс-пентен-2 химикаты в «нормальных условиях окружающей среды», то есть при температуре 25 °C и давлении 1 атм, являются чрезвычайно легковоспламеняющимися жидкостями. Легковоспламеняющиеся. Нерастворим в воде.